# Latvenergo
Latvenergo er et statsejet aktieselskab i Letland, som virker indenfor produktion og distribution af elektricitet og fjernvarme. Latvenergo fremstiller 70% af Letlands elektricitet, og ansås i 2010 for den mest værdifulde virksomhed i Letland. Latvenergo ejer tre vandkraftværker: Pļaviņas-, Riga- og Ķegums vandkraftværker, med en samlet produktionskapacitet på 1.463 MWe, to kombinerede varmekraftværker med en produktionskapacitet på 474 MWe og en varmekapacitet på 1.525 MWt samt to vindmølleparker med en produktionskapacitet på 2 MWe.